# Hengelo
Hengelo je grad na istoku Nizozemske, u pokrajini Overijsselu. Prema popisu stanovništva iz 2017. ima 81 000 stanovnika.